# Hvězdovka červenavá
Hvězdovka červenavá (Geastrum rufescens) je nejedlá houba patřící do čeledi hvězdovkovité (Geastraceae). Celkem nápadná houba, díky svému vzhledu, zralá plodnice se rozděluje do 5–6 cípů, jde o zemního saprofyta, občas rostoucího na rozkládajících se pařezech či spadlých a tlejících kmenech stromů. Při poranění plodnice nápadně červenají.

## Popis
U zralé houby plodnice praská a tím vytváří 5–6 cípů, rozevřená plodnice dosahuje šířky až 11 cm, zatím co zavřená kulovitá plodnice pod zemí 3–5 cm šířky. Uzavřené plodnice, jsou pod zemí, na povrchu je okrově hnědé až červenohnědé podhoubí. Po dozrání a prasknutí plodnice, cípy mají světle okrovou barvu, později se měnící v červenou až hnědou.
Při rozvíjení laloků je na povrch vynášen těřich. Tenká vnitřní okrovka je umístěna na rozložených lalocích. Hnědavý, kulovitý těřich se otvírá kuželovitě vystouplým na okrajích roztřepeným ústím, ze kterého jsou pak vyfukovány světle hnědé výtrusy do okolí. Okolí ústí je u jednotlivých druhů charakteristicky uspořádáno.
Výtrusy jsou světle hnědé, kulovité a jemně ostnité.

## Výskyt
Hvězdovka červenavá je houba rostoucí od srpna někdy až do konce listopadu.
Vyskytující se hlavně v rozmanitých typech jehličnatých lesů (zvláště smrčiny), celém mírném pásu severní polokoule.
Může se vyskytovat i v listnatých porostech (Slovensko).

## Využití
Patří mezi houby nejedlé, nikoliv jedovaté.
V kulovitém stádiu jsou jedlé, ale pro svoji tuhost těžko stravitelné.

## Synonyma
- Geastrum readeri Cooke & Massee [as 'Geaster'], Grevillea 16 (no. 79): 73 (1888)
- Geastrum rufescens var. readeri (Cooke & Massee) Cleland & Cheel, J. Proc. R. Soc. N.S.W. 49: 228 (1915)
- Geastrum rufescens Pers., Syn. meth. fung. (Göttingen) 1: 134 (1801) var. rufescens
- Geastrum schaefferi Vittad. [as 'Geaster'], Monogr. Lycoperd.: 22 (1842)
- Geastrum vulgatum Vittad. [as 'Geaster'], Monogr. Lycoperd.: 20 (1842) [1]

## Další druhy
- Hvězdovka brvitá (Geastrum sessile)
- Hvězdovka smrková (Geastrum quadrifidum)
- Hvězdovka dlouhokrká (Geastrum pectinatum)
- Hvězdovka brvitá (Geastrum fimbriatum)

Hvězdovkovité (Geastraceae) se nejčastěji od sebe rozpoznávají ústím těřichu, které je charakteristicky uspořádáno. Některé druhy jsou hygroskopické, tedy za vlhka rozprostřené a za sucha zatažené dovnitř.